# Xavier Marcos Padros
Artikeln följer den spanska namnseden; faderns efternamn är Marcos och moderns efternamn Padros.
Xavier Marcos Padros, född i Barcelona, är en spansk ingenjör som var personlig raceingenjör för den monegaskiske racerföraren Charles Leclerc i det italienska Formel 1-stallet Scuderia Ferrari från och med 2019 fram till Emilia-Romagnas Grand Prix 2024, då han ersattes av Bryan Bozzi.
Han inledde sin motorsportskarriär 2006 med att arbeta för BNC Racing. Padros fick senare chansen i Formel 1 och började arbeta som prestandaingenjör för Hispania Racing. I senare skede gick han över till Williams F1 och var personlig prestandaingenjör åt den brasilianske racerföraren Felipe Massa. Den 1 juni 2015 lämnade Padros Formel 1 och flyttade över till USA och Nascar och arbetade för Richard Childress Racing. År 2018 återvände han till Formel 1 och började arbeta för Ferrari medan ett år senare utsågs han till raceingenjör till Leclerc.